# Український фонд культури імені Бориса Олійника
Український фонд культури імені Бориса Олійника — заснований 11 квітня 1987 як перша неурядова доброчинна організація, що діє на ниві відродження й розвою національної культури всіх народів, які мешкають на теренах України. Має обласні, міські та районні осередки. Фонд виконує статутні завдання завдяки пожертвам небайдужих людей і втілює творчі проекти на благодійних засадах.

## Фундатори і перші трударі
Голова Фонду Борис Ілліч Олійник (1987—2017). Серед фундаторів: Олександр Білаш, Олесь Гончар, Сергій Данченко, Іван Карабиць, Олекса Коломієць, Федір Погребенник, Володимир Нероденко, Віталій Русанівський.
З-поміж перших трударів Фонду культури Євгенія Алексєєнко, Борис Біляшівський, Ігор Бугаєнко, Віктор Акуленко, Віктор Сенченко, Віра Ковшура, Леся Лупій, Ніна Кравченко, Наталя Охмакевич, Галина Косян, Лариса Стрельченко, Марія Ярко, Дмитро Янко та інші.

## Досягнення
- Спільно з Українським товариством охорони пам'яток історії й культури 1987 року перед керівництвом республіки та Міністерством оборони СРСР порушено питання про відродження Києво-Могилянської академії та вивільнення військовим відомством їй же колись належних приміщень. Борис Олійник особисто вручив маршалу Дмитрові Язову листа з пропозиціями з цього приводу, на якому той вчинив позитивну резолюцію.
- З 1987 року починаючи, визначив одну зі своїх станових програм «Рідна мова».
- 1989 — за багатотисячного велелюддя першим освятив хрест на кургані скорботи в пам'ять жертв голодомору 1932—1933 на околиці Лубен, біля Мгарського Свято-Преображенського монастиря, де згодом зведено поминальний дзвін.
- 1989 — за ініціативи й участі фонду створена перша в історії України Вища школа кобзарського мистецтва.
- 1990 — основні клопоти щодо створення Спілки кобзарів України.
- У березні 1990 — створив Спілку краєзнавців України на чолі з академіком Петром Тимофійовичем Троньком.
- У листопаді 1991 — організував першу Всеукраїнську конференцію з проблем відживлення національної топоніміки.

Фонд причетний до:

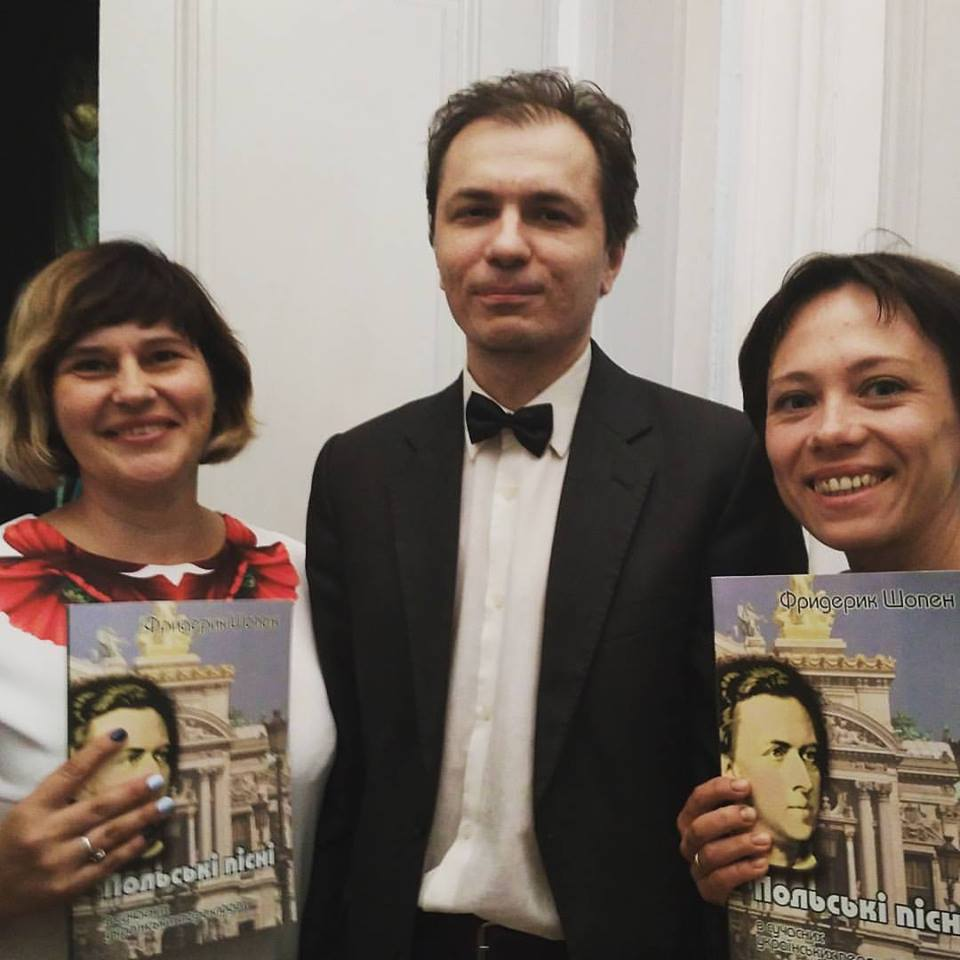
Поетеса Тетяна Череп-Пероганич, композитор Андрій Бондаренко і поетеса Анна Багряна презентують видання «Фридерик Шопен. Польські пісні в сучасних українських перекладах». 19 червня 2017, Український фонд культури

- організації установчих зборів товариства «Меморіал»;
- процесу проектування пам'ятника жертвам репресій у Биківні;
- заснування Товариства української мови імені Тараса Шевченка, яке згодом переросло у Всеукраїнську «Просвіту», що діє нині під орудою Павла Мовчана;
- заснування програми «Тарас Шевченко», в рамках якої фонд:
  - вів затяжну боротьбу на захист заповідної території в Каневі від промислової забудови,
  - брав участь у створенні художньо-документального багатосерійного кінофільму про життя і творчість Тараса Шевченка. Відомий кінорежисер Станіслав Клименко благословив у світ значний, вкрай потрібний серіал,
  - брав участь у спорудженні пам'ятників великому Тарасові у Львові, Санкт-Петербурзі, Білій Церкві та інших містах і селищах України.
- На проведеному Фондом вечорі духовної музики «Хорова вітчизняна спадщина» 27 травня 1988 року вперше вивів на сцену оперного театру в Києві з-поміж видатних мистецьких колективів Кафедральний хор собору святого Володимира.
- Сприяв зародженню «Малих академій мистецтв».
- Був серед засновників Першого міжнародного фестивалю сучасної пісні «Червона рута», що відбувся 1989 року.
- Здійснював програму «Нові імена України», мета якої — виявлення й підтримка в навчанні та становленні обдарованої молоді з усіх видів творчості й виконавської майстерності. Щорічно за цією програмою відбувалися огляди-конкурси, переможців відзначали стипендіями, дипломами та знаками лауреата, рекомендували для здобуття освіти в провідних мистецьких навчальних закладах. За роки дії програми понад 500 дітей одержали стипендії і приблизно 700 відзначені дипломами. Чимало з них стали знаними митцями.
- Вів виставкову діяльність творів образотворчого, народно-прикладного мистецтва, художньої фотографії, книжок тощо. Лише у залах Фонду культури щорічно влаштовується близько 30 різних вернісажів, а в усіх регіонах відбувається кілька сотень.
- Організував виставку творів Івана Макаровича Гончара «Україна і Українці» та сприяв створенню музею на основі його приватної збірки, що нині діє як Національний центр народної культури «Музей Івана Гончара».
- Вів програму «Повернення» (художніх та історичних цінностей в Україну). Фонду вдалося повернути безцінні матеріали Марка Вовчка — періоду її життя і творчості за кордоном; частину творчого спадку Володимира Винниченка, Богдана Лепкого, Уласа Самчука, твори Т. Шевченка, І. Рєпіна, О. Архипенка, Я. Гніздовського, Є. Буковецького, В. Касіяна, І. Труша, Д. Левицького, О. Павленко, унікальну ікону Охтирської Божої матері та інші неперехідні цінності.
- Сприяє відродженню культур меншин, що мешкають в Україні: єврейської, тюркомовних народів, грузинської, грецької, німецької, російської та інших національних громад, центрів, асоціацій та об'єднань.
- Подавав достойників і мистецькі колективи для нагородження Національною премією України імені Тараса Шевченка.

## Відзнаки фонду
Фонд спільно зі Всеукраїнським об'єднанням «Країна» здійснює нагородження пам'ятною медаллю «За вірність заповітам Кобзаря».

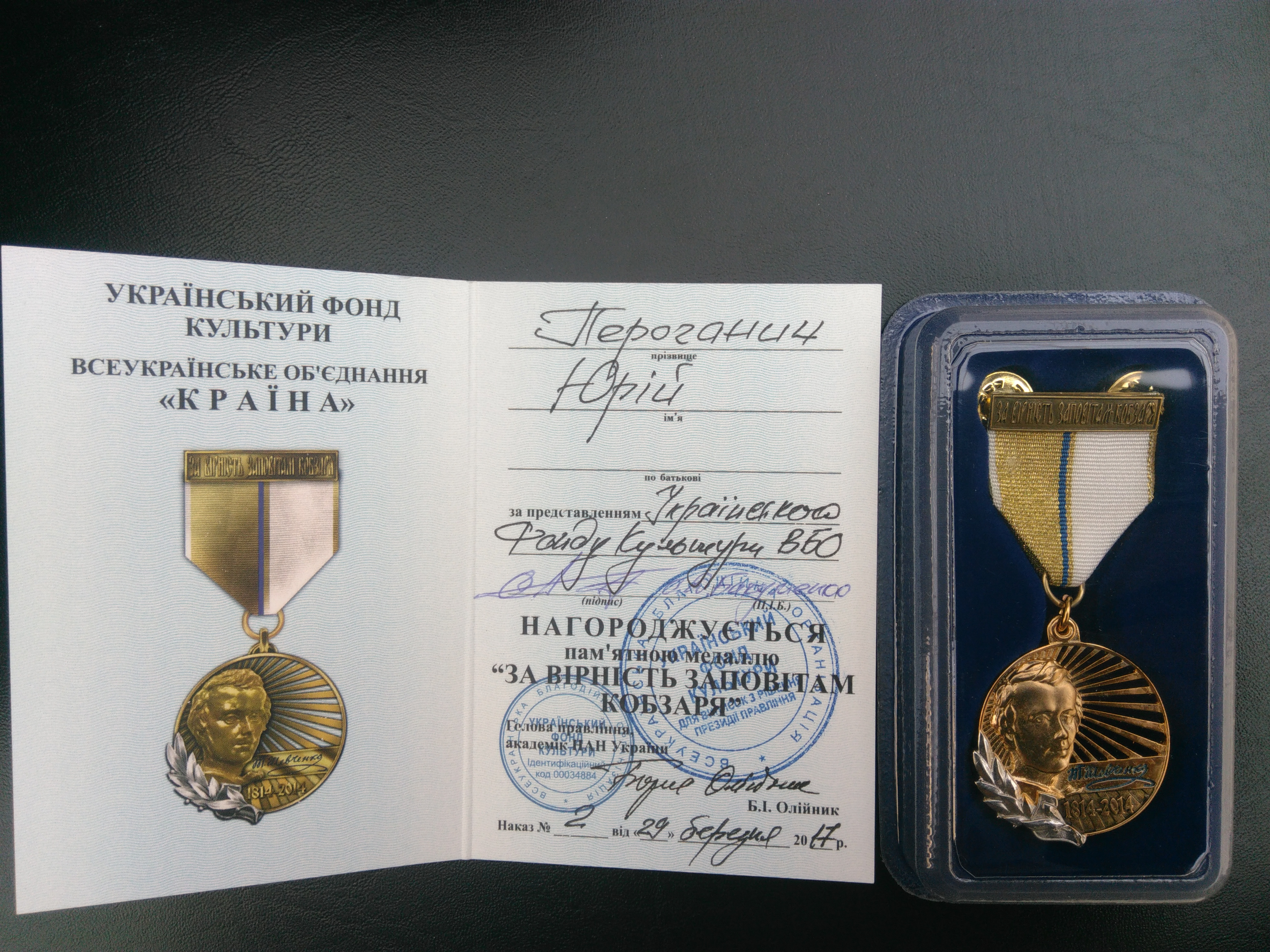
Посвідчення з підписом Бориса Олійника і аверс медалі
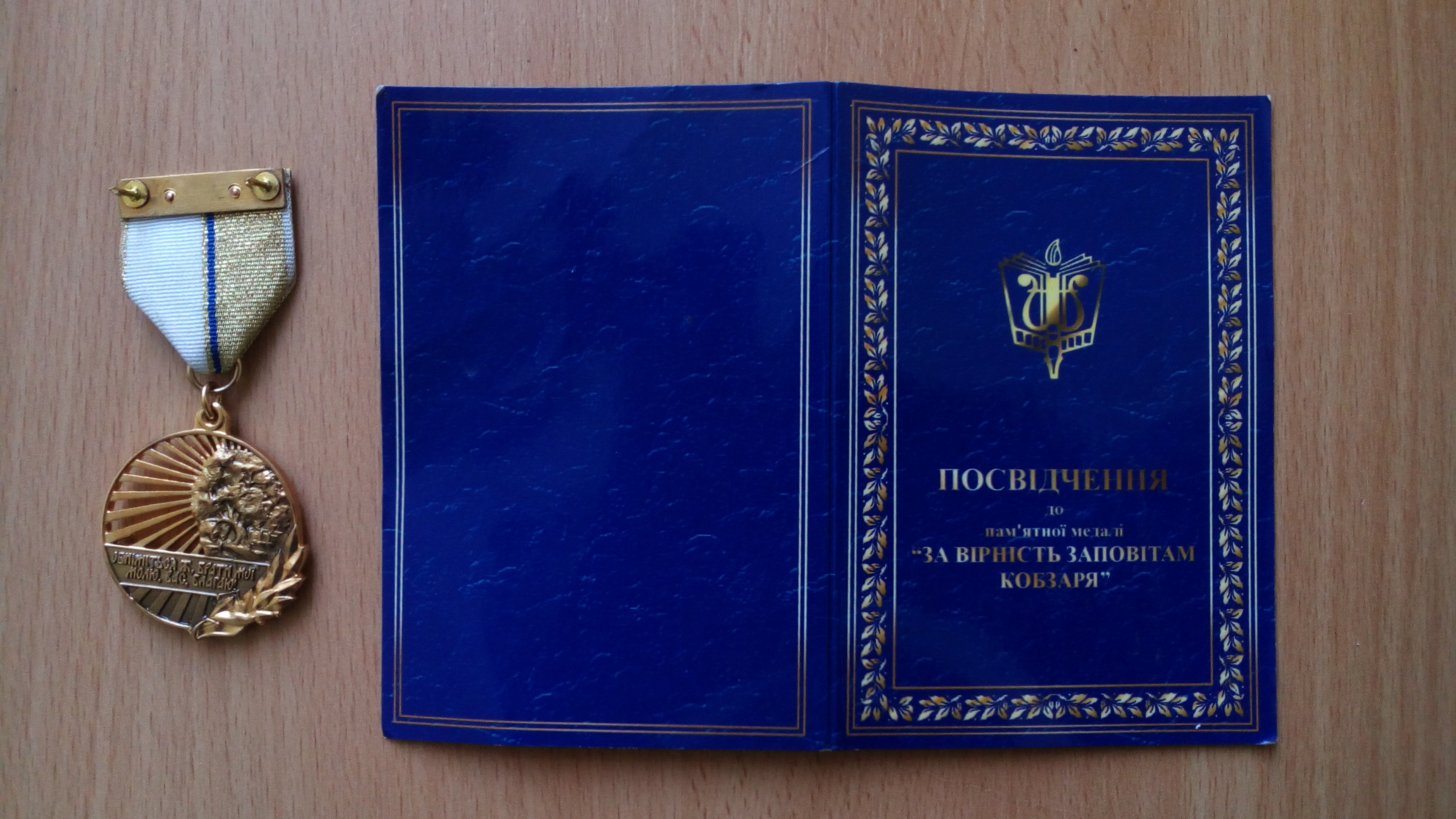
Реверс медалі і обкладинка посвідчення

Фонд заснував і присуджує Міжнародні літературно-мистецькі премії імені:
- Григорія Сковороди,
- Володимира Винниченка,
- Івана Нечуя-Левицького,
- Бориса Олійника,
- Миколи Сингаївського

## Рейдерське захоплення
31 грудня 2017 року приміщення Українського фонду було захоплено групою невідомих осіб на чолі з колишнім тимчасовим працівником фонду Олегом Лосіхіним та Дмитром Булаєвим. Завдяки бездіяльності поліції невідомим вдалося винесли з приміщення цінні речі на суму півмільйона гривень.

## Адреса
м. Київ, вул. Липська, 16.